# Setchellanthaceae
Setchellanthaceae је фамилија дикотиледоних биљака из реда Brassicales. Обухвата један родова са једном врстом (Setchellanthus caeruleus). Фамилија је ендемског распрострањења у мадреанској области, у Мексику.